# Toluna
Toluna est une entreprise qui produit des études de marché via une communauté de consommateurs rémunérés pour répondre à des enquêtes en ligne. La société a été fondée en 2000, en France, par Frédéric-Charles Petit.
Toluna est membre de Syntec études, l'ESOMAR, l'Adetem, et l'Association française du marketing.[réf. souhaitée]

## Historique
L'entreprise est créée en 2000.
En 2001, la société est mise en liquidation judiciaire après un échec lors d'une levée de fonds. Elle est reprise la même année par son concurrent Consuvote qui diversifie ainsi ses sources de rentrées financières en s'orientant vers le B-to-B
En 2003, le logiciel Automate Survey est développé ; il permet de sonder des consommateurs en ligne. Puis PanelPortal, solution de panel pour les annonceurs, est lancé[réf. nécessaire].
En 2005, l'entreprise entre sur le marché Alternative Investment Market de la bourse de Londres,.
En 2006, elle rachète la société allemande d’études en ligne Speedfacts.
En 2008 l'entreprise acquiert la société américaine Common Knowledge. La même année, elle développe une offre commerciale à destination des PME.
En 2009, un fonds d'investissement belge propose de racheter la société ce qui la valoriserait à 191 millions d'euros,. Après une restructuration se limitant à une entrée de Verlinvest à 14% au capital, Toluna rachète à Microsoft la société Greenfield Online. L'entreprise compte alors 4 millions de panélistes et revendique 1500 clients.
En 2013, la société est implantée en Europe, en Amérique du Nord et en Asie-Pacifique.
En 2020, l'entreprise lance Toluna Start, première plateforme end-to-end consumer intelligence[réf. souhaitée].